# Györköny
Györköny è un comune dell'Ungheria centro-meridionale di 947 abitanti (dati 2008). È situato nella contea di Tolna.